# Julià de Le Mans
Julià de Le Mans (Roma?, s. III - Sarthe, Gàl·lia, s. III o IV) fou el primer bisbe de Le Mans. És venerat com a sant per diverses confessions cristianes. Les seves relíquies, al monestir benedictí de Saint-Julien-du-Pré, foren cremades i dispersades pels hugonots en 1562. El crani del bisbe, que es conservava a la catedral de Le Mans, hi és des del 1254. La catedral de Le Mans li ha estat dedicada. El seu culte passà a Anglaterra, on el portà Enric II d'Anglaterra que havia nascut a Le Mans.
Se sap poc de la seva vida: podria haver estat un patrici romà que, consagrat com a bisbe a Roma, fou enviat a la Gàl·lia a mitjan segle iii, per predicar l'Evangeli a la regió dels cenomans.S'establí a la Civitas Cenomanorum, actual Le Mans, capital de la regió. En arribar, la ciutat patia una gran sequera i, segons la llegenda, Julià va obrir una font a terra picant-lo amb el seu bàcul i pregant. El miracle va fer que molta gent l'escoltés i es convertís al cristianisme, entre ells, gent principal que donà al nou bisbe part dels seus palaus perquè servissin com a catedral.
Julià, igualment, destacà per la seva caritat envers els necessitats, malalts i orfes. Ja gran, es retirà a una ermita a Sarthe, on morí després de 47 anys de bisbat, en data desconeguda. Una tradició posterior, sense cap fonament històric i volent fer el sant molt més proper als apòstols, diu que Julià era un dels Setanta deixebles de Crist. Encara una altra tradició, recollida per Jacopo da Varazze, l'identifica amb Simó, el leprós guarit per Crist.